# Aphanogryllacris punctifrons
Aphanogryllacris punctifrons är en insektsart som först beskrevs av Carl Stål 1877.  Aphanogryllacris punctifrons ingår i släktet Aphanogryllacris och familjen Gryllacrididae. Inga underarter finns listade i Catalogue of Life.